# La Tapoa
Pour les articles homonymes, voir Tapoa.
La Tapoa est une localité située dans la région de Tillabéri au sud-ouest du Niger, proche de la frontière avec le Burkina-Faso.
Elle est desservie par l'aérodrome de La Tapoa.
Initialement c'était un simple campement, un hôtel de 35 chambres y a été construit, c'est le point de départ de circuits dans le parc national du W du Niger situé à proximité.